# Lefter Maliqi
Lefter Novruz Maliqi (ur. 3 września 1972 w Beracie) – deputowany do Zgromadzenia Albanii z ramienia Demokratycznej Partii Albanii.

## Życiorys
W latach 2009–2013 był deputowanym do Zgromadzenia Albanii z ramienia Demokratycznej Partii Albanii.